# Сан Каталдо-Пантана (Потенца)
Сан Каталдо-Пантана (итал. San Cataldo-Pantana) је насеље у Италији у округу Потенца, региону Базиликата.
Према процени из 2011. у насељу је живело 213 становника. Насеље се налази на надморској висини од 799 м.